# Episodi de La famiglia Addams (serie televisiva) (seconda stagione)
La seconda stagione della serie televisiva La famiglia Addams è andata in onda in prima visione negli Stati Uniti tra il 17 settembre 1965 e l'8 aprile 1966 sulla ABC. 
In Italia è stata trasmessa per la prima volta nel 1980 dalle televisioni locali.
| n° | Titolo originale                            | Titolo italiano                        | Prima TV USA      | Prima TV Italia |
| -- | ------------------------------------------- | -------------------------------------- | ----------------- | --------------- |
| 1  | My Fair Cousin Itt                          | Il caro Itt                            | 17 settembre 1965 |                 |
| 2  | Morticia's Romance: Part 1                  | Il romanzo di Morticia - Prima parte   | 24 settembre 1965 |                 |
| 3  | Morticia's Romance: Part 2                  | Il romanzo di Morticia - Seconda parte | 1º ottobre 1965   |                 |
| 4  | Morticia Meets Royalty                      | Morticia alle prese con Sua Altezza    | 8 ottobre 1965    |                 |
| 5  | Gomez, the People's Choice                  | Gomez, la scelta della gente           | 15 ottobre 1965   |                 |
| 6  | Cousin Itt's Problem                        | Il problema del Cugino Itt             | 22 ottobre 1965   |                 |
| 7  | Halloween, Addams Style                     | Festa d'Ognissanti in casa Addams      | 29 ottobre 1965   |                 |
| 8  | Morticia, the Writer                        | Morticia la scrittrice                 | 5 novembre 1965   |                 |
| 9  | Morticia, the Sculptress                    | Morticia fa la scultrice               | 12 novembre 1965  |                 |
| 10 | Gomez and the Reluctant Lover               | Gomez innamorato restio                | 19 novembre 1965  |                 |
| 11 | Feud in the Addams Family                   | Feudo nella famiglia Addams            | 26 novembre 1965  |                 |
| 12 | Gomez, the Cat Burglar                      | Gomez scassinatore                     | 3 dicembre 1965   |                 |
| 13 | Portrait of Gomez                           | Ritratto di Gomez                      | 10 dicembre 1965  |                 |
| 14 | Morticia's Dilemma                          | Il dilemma di Morticia                 | 17 dicembre 1965  |                 |
| 15 | Christmas with the Addams Family            | Natale con la famiglia Addams          | 24 dicembre 1965  |                 |
| 16 | Uncle Fester, Tycoon                        | Lo Zio Fester, il magnate              | 31 dicembre 1965  |                 |
| 17 | Morticia and Gomez vs. Fester and Grandmama | Morticia e Gomez contro Fester e Mama  | 7 gennaio 1966    |                 |
| 18 | Fester Goes on a Diet                       | Fester si mette a dieta                | 14 gennaio 1966   |                 |
| 19 | The Great Treasure Hunt                     | La grande caccia al tesoro             | 21 gennaio 1966   |                 |
| 20 | Ophelia Finds Romance                       | Ofelia ha un'avventura                 | 28 gennaio 1966   |                 |
| 21 | Pugsley's Allowance                         | Uno stipendio per Pugsley              | 4 febbraio 1966   |                 |
| 22 | Happy Birthday, Grandma Frump               | Tanti auguri, Nonna Frumy              | 11 febbraio 1966  |                 |
| 23 | Morticia, the Decorator                     | Morticia arredatrice                   | 18 febbraio 1966  |                 |
| 24 | Ophelia Visits Morticia                     | Ofelia fa visita a Morticia            | 25 febbraio 1966  |                 |
| 25 | Addams Cum Laude                            | Addams trenta e lode                   | 4 marzo 1966      |                 |
| 26 | Cat Addams                                  | Gatto Addams                           | 11 marzo 1966     |                 |
| 27 | Lurch's Little Helper                       | Il piccolo aiutante di Lurch           | 18 marzo 1966     |                 |
| 28 | The Addams Policy                           | La polizza degli Addams                | 25 marzo 1966     |                 |
| 29 | Lurch's Grand Romance                       | La grande avventura di Lurch           | 1º aprile 1966    |                 |
| 30 | Ophelia's Career                            | La carriera di Ofelia                  | 8 aprile 1966     |                 |